# Вулиця Ярослава Мудрого (Бровари)
Ву́лиця Яросла́ва Му́дрого — одна з магістральних вулиць міста Бровари. Названа на честь Великого князя київського Ярослава Мудрого.

## Опис
Протяжність вулиці становить 1,95 км. Забудова на початку переважно житлова багатоквартирна 3—4-поверхова та садибна, в кінці — переважно без забудови: з парного боку (праворуч) розміщене Старе кладовище, з непарного (ліворуч) — парк «Перемога» та територія колишнього Єврейського кладовища.

## Розміщення
Починається вулиця у Старому центрі від вулиці Київської, а саме від розв'язки біля площі Тараса Шевченка. Закінчується вулиця на Масиві автомобільною розв'язкою з вулицями Героїв України і Олега Онікієнка, перед Броварським мостом.

## Історія
За інформацією директора Броварського краєзнавчого музею Віктора Корявого, до 1935 року вулиця мала назву Вокзальська, оскільки була дорогою до броварського залізничного вокзалу. У період із 1935 до 2015 років називалась Кірова — на честь Сергія Кірова. Сучасна назва Ярослава Мудрого затверджена 25 грудня 2015 року — на честь князя київського Ярослава Мудрого. Більшість родин, що населяють будинки вулиці з непарними номерами, як і частину вул. Є.Сверстюка (кол.Калініна) є нащадками одного чоловіка Федора Захаровича Щербака, що жив на межі ХІХ-ХХ ст. і мав 11 дітей.[джерело?]

## Відомі жителі
- Конощенко Володимир Федорович
- Конощенко Тарас Володимирович

## Об'єкти
- Меморіал «Загиблим у роки Великої Вітчизняної війни броварчанам».
- Пам'ятник Шевченкові Тарасу Григоровичу у парку імені Т. Г. Шевченка на розі вулиць Київської та Ярослава Мудрого.
- Пам'ятний знак на відзначення 150-ї річниці похорону Тараса Григоровича Шевченка в Броварах, у парку імені Т. Г. Шевченка на розі вулиць Київської та Ярослава Мудрого
- Місце спочинку жертв Другої світової війни, що загинули під час бойових дій 1941—1943 років у м. Бровари у парку імені Т. Г. Шевченка на розі вулиць Київської та Ярослава Мудрого
- Пам'ятний знак церкві Святої Трійці у парку Шевченка на розі вулиць Київської та Ярослава Мудрого.

## Відомі будівлі
На вулиці розміщені такі відомі будівлі як:
- № 2 — старе відділення пошти, збудоване по війні полоненими німцями.[5]
- № 24 — відділення поліції.
- № 32 — найдавніша будівля у Броварах, яка збереглася; колишня панська економія родини Григорія Квятковського; приміщення управління статистики в 2010-х роках.
- № 36 — бібліотека.
- № 45 — дитячі поліклініка та лікарня.
- № 53А — будівля поліції.

## Культові споруди
- Храм Святого Тарасія, (УПЦ КП), відкритий 13 вересня 2015 року в парку і́мені Т. Г. Шевче́нка на розі вулиць Київської та Ярослава Мудрого.

## Зображення

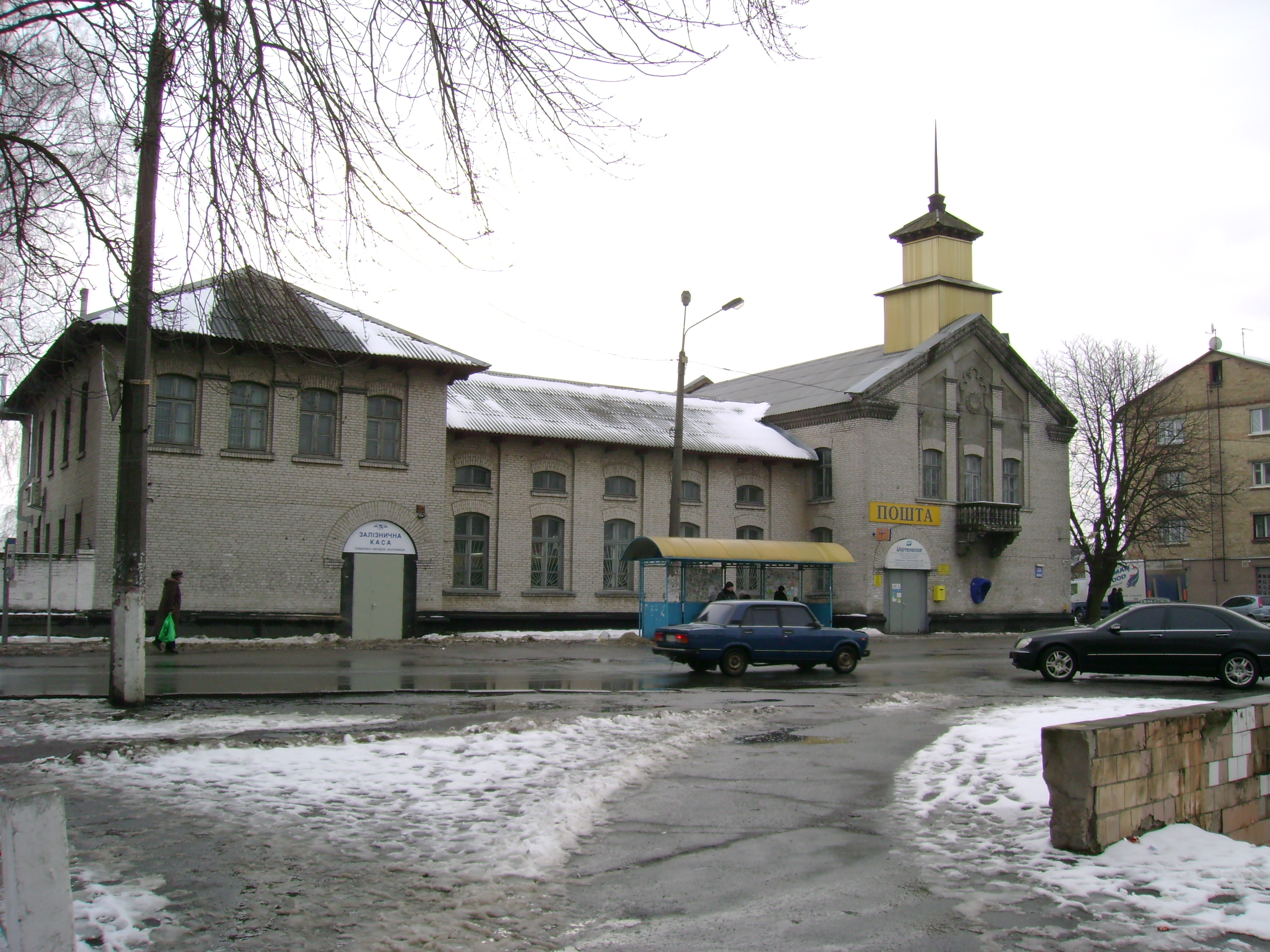
будинок № 2
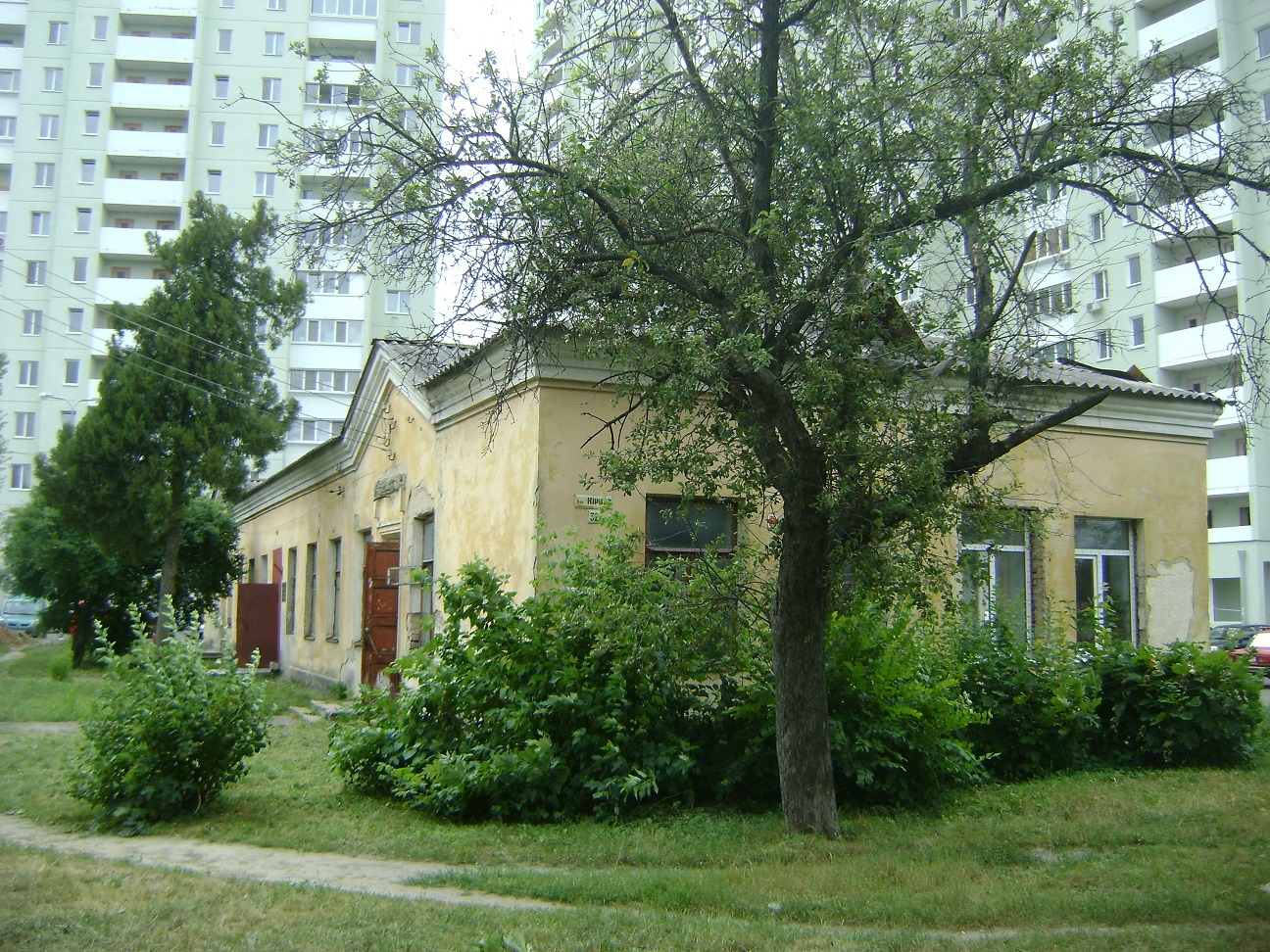
будинок № 32
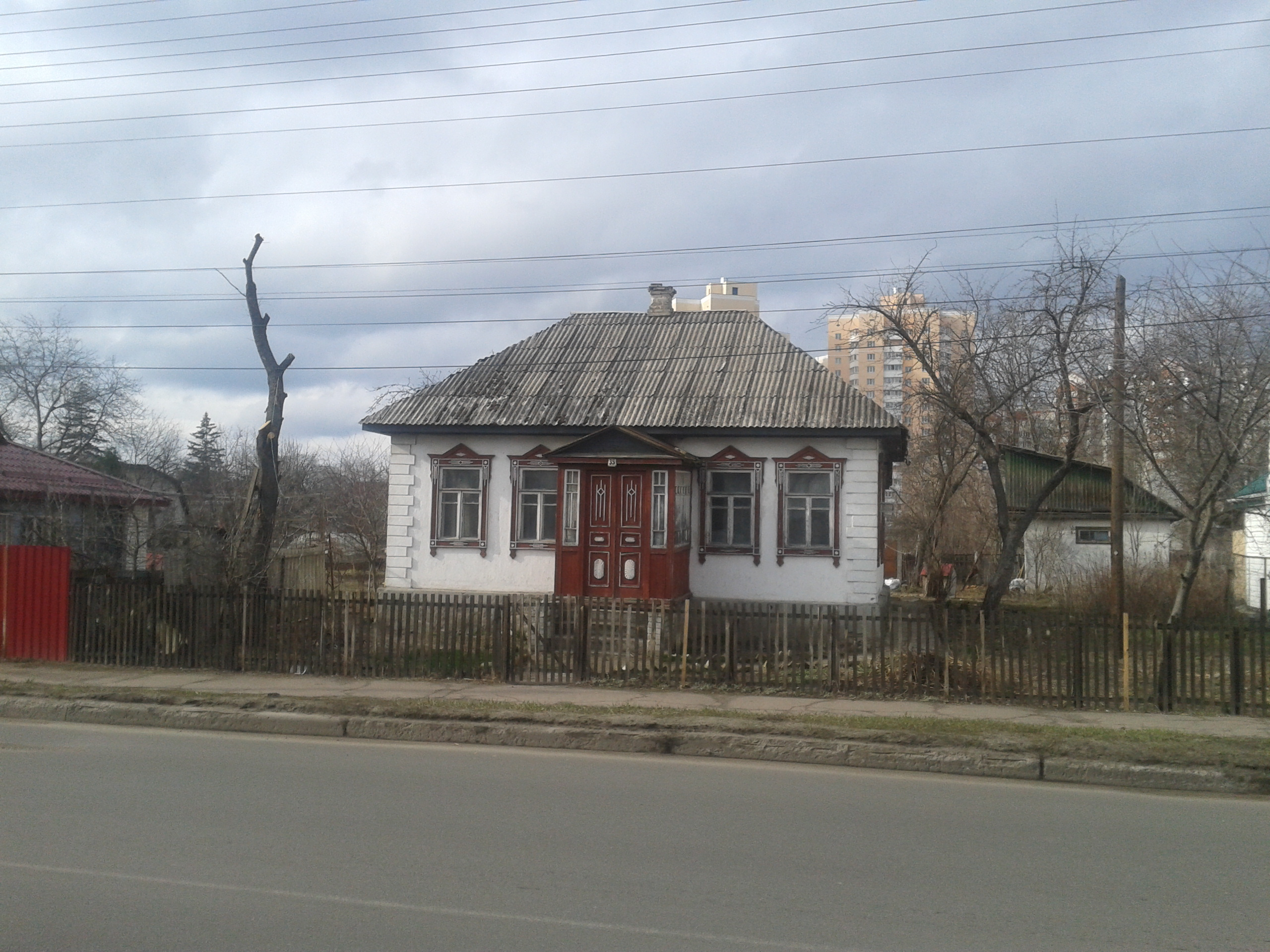
будинок № 35 (Нині знесений)
меморіал
Пам'ятник Тарасові Шевченкові у парку Шевченка у Броварах після реконструкції 2013 року
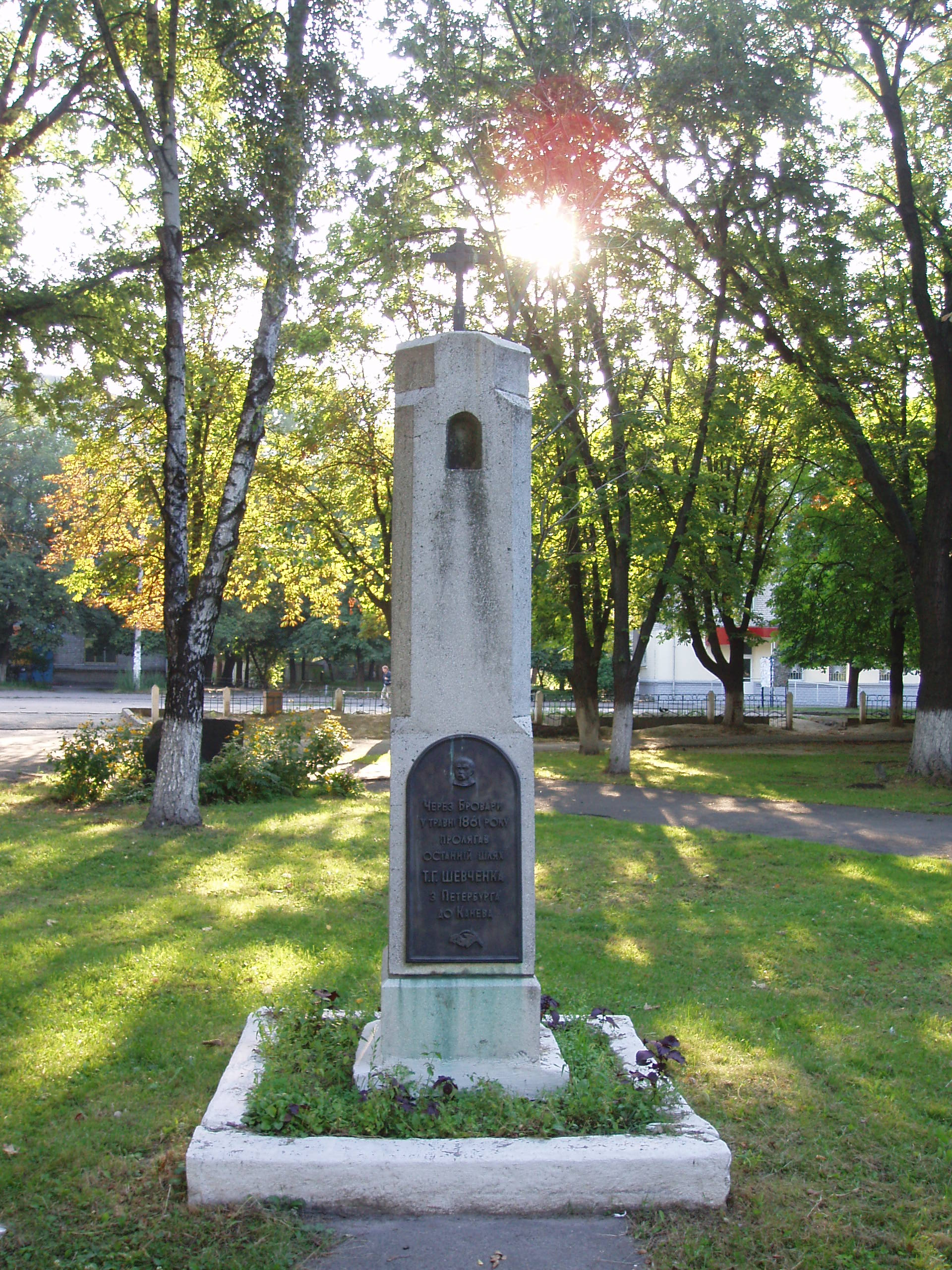
Пам'ятний знак на відзначення 150-ї річниці похорону Тараса Григоровича Шевченка в Броварах
Місце спочинку жертв Другої світової війни, що загинули під час бойових дій 1941—1943 рр. у м. Бровари
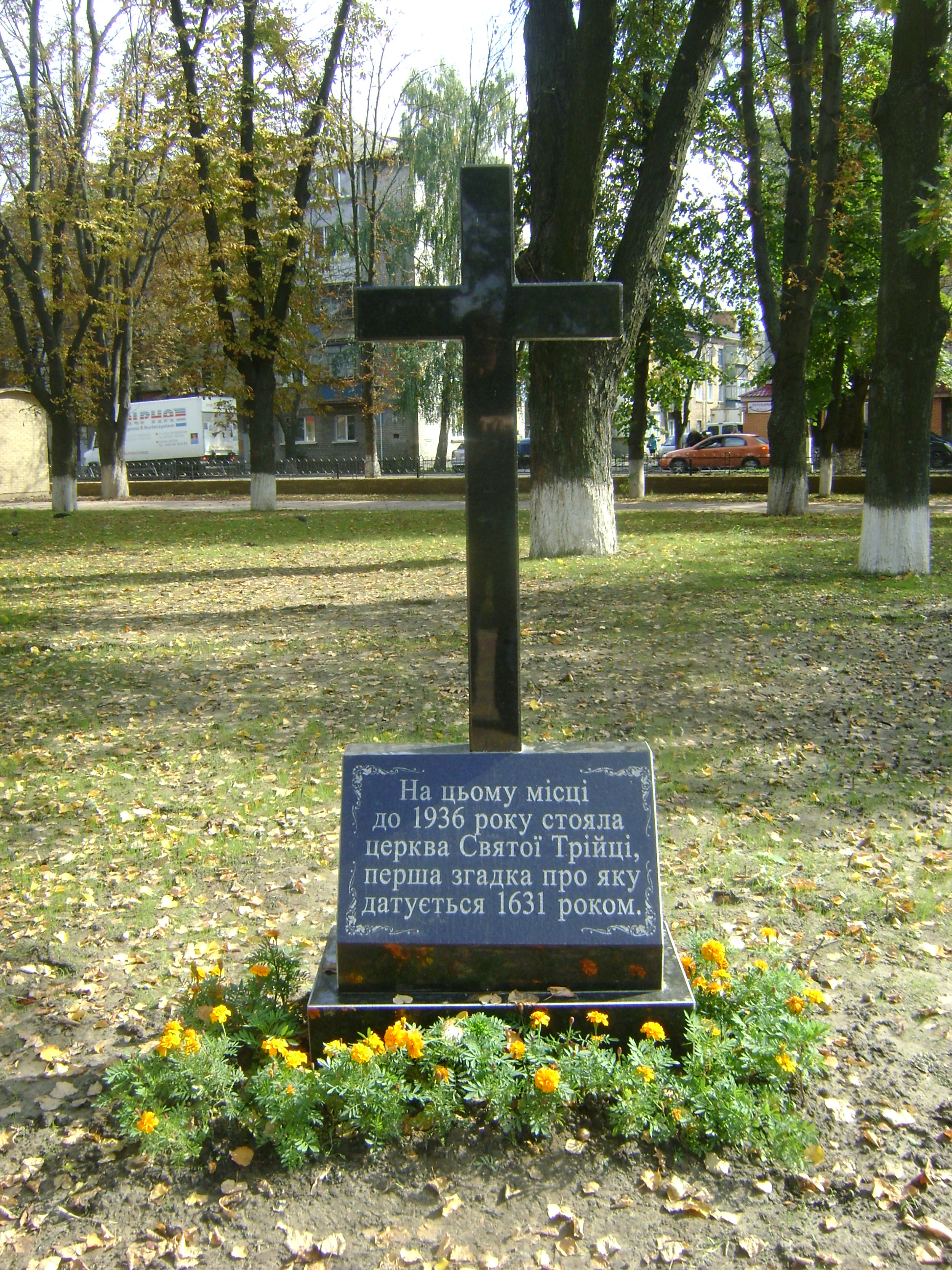
Пам'ятний знак церкві Святої Трійці у парку Шевченка у Броварах
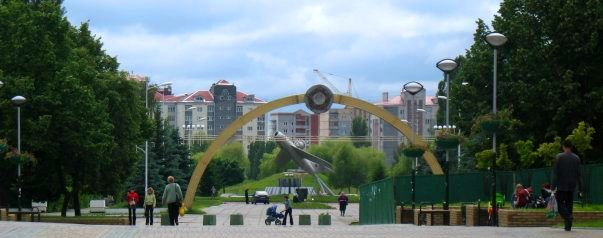
Парк Перемоги (Бровари)
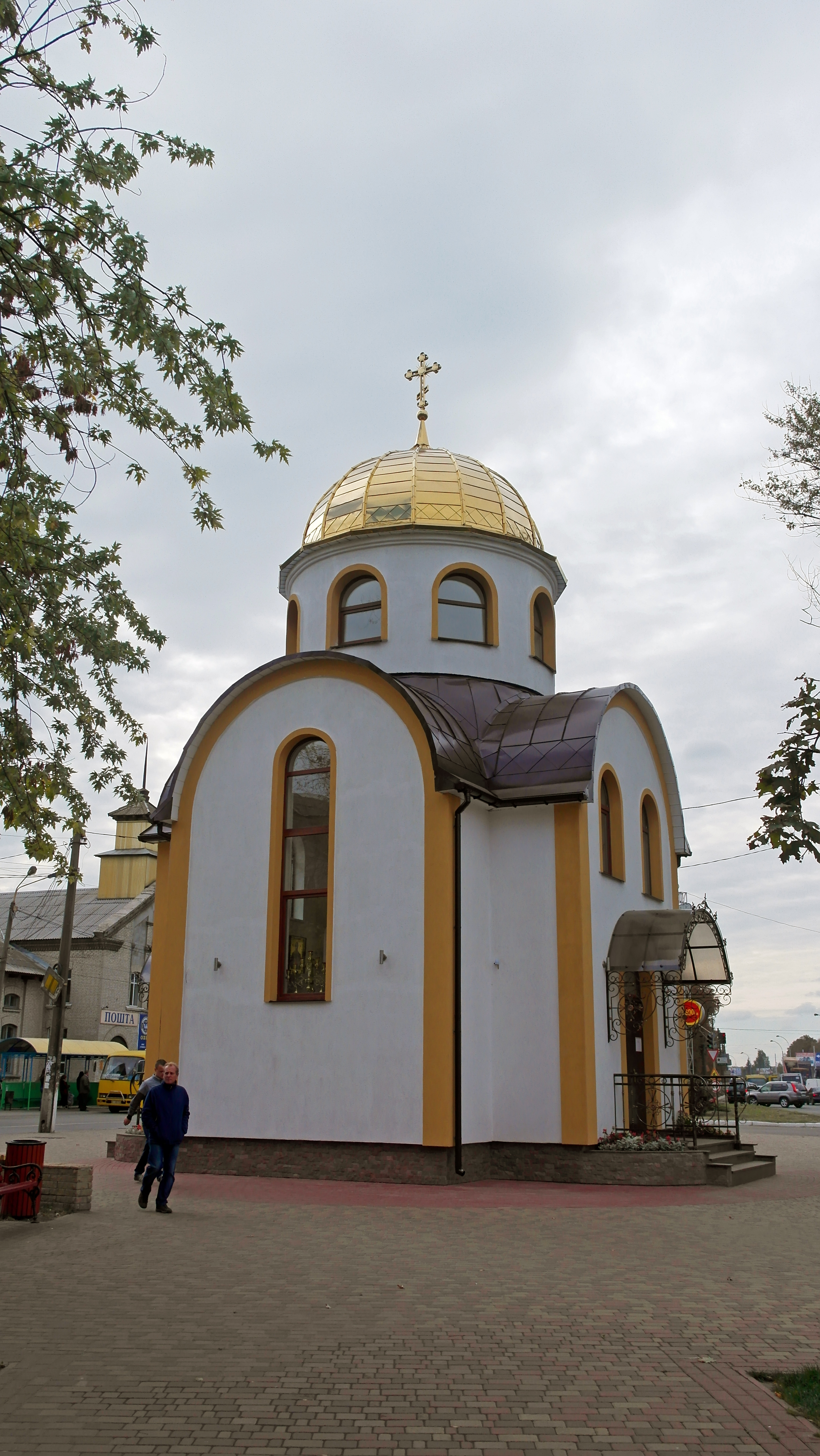
Храм Святого Тарасія, (УПЦ КП), Бровари
Церква Благодать (Євангельські християни-баптисти), будинок № 94.

## Транспорт
По вулиці проходять маршрути броварських маршруток №№ 9 (частково) та 327 (повністю).